# Sabor (física de partículas)
Según el modelo estándar de la física de partículas, se denomina sabor al atributo que distingue a cada uno de los seis quarks: u (up, arriba), d (down, abajo), s (strange, extraño), c (charm, encantado), b (bottom, fondo) y t (top, cima).
En la terminología moderna se dice que los quarks se presentan en seis sabores, cada uno de los cuales puede tener uno de tres colores. De este modo, los quarks serían, en total, 18.

## Definición
El sabor es un número cuántico de las partículas elementales relacionado con su interacción débil. En el modelo electrodébil, esta simetría es figurada y los procesos de cambio de sabor existen. En cromodinámica cuántica, por otro lado, el sabor es una simetría global.
Si se tienen dos o más partículas, que tengan interacciones idénticas, se pueden intercambiar sin afectar sus propiedades físicas. Cualquier combinación lineal (compleja) de estas dos partículas poseen las mismas propiedades físicas, mientras se mantenga la ortogonalidad o perpendicularidad entre ellas. En otras palabras, la teoría posee transformaciones de simetría tales como {\displaystyle M\left({u \atop d}\right)}, donde {\displaystyle u} y {\displaystyle d} son dos campos y {\displaystyle M} es cualquier matriz unitaria {\displaystyle 2\times 2} con un determinante unitario.
Esta simetría es global para las interacciones fuertes y de calibre (gauged) para las interacciones débiles.
El término "sabor" fue acuñado para su uso en el modelo de quarks de los hadrones en 1968. Este nombre para el conjunto de números cuánticos que relacionan isospín, hipercarga y extrañeza se dice que se encontró camino a un almuerzo por Murray Gell-Mann y Harald Fritzsch cuando pasaban por una tienda de helados de Baskin Robbins y vieron un anuncio de sus 31 sabores. [cita requerida]

## Números cuánticos con sabor

### Leptones
Todos los leptones traen un número leptónico L  =  1. Adicionalmente, los leptones transportan isospines débiles, tz, que es -1/2 para los tres leptones cargados (p.e. e, μ y τ) y 1/2 para los tres neutrinos asociados. Cada doblete de leptón cargado y neutrino con Tz opuesto se dice que constituye una generación de leptones. Adicionalmente, se define un número cuántico llamado hipercarga débil YW que es -1 para la carga de un leptón y +1 para los neutrinos. El isospín débil y la hipercarga débil son figurados (gauged) en el modelo estándar.
Los leptones pueden asignar 6 números cuánticos con sabores: número electrón, número muon, número tau y los correspondientes números de los neutrinos. Por lo tanto, tal número cuántico sabor no es de gran uso. Un número cuántico para cada generación es muy útil. Sin embargo, neutrinos de diferentes generaciones pueden mezclarse; esto es, un neutrino de un sabor puede transformarse en otro sabor. La fuerza de tales mezclas se especifica por la matriz llamada matriz MNS.

### Quarks
Todos los quarks transportan un número bariónico B  =  ⅓. Además ellos llevan isospines débiles Tz  =  ±½. las partículas positivas Tz se las llama quarks tipo arriba y los que mantienen son quarks tipo abajo. Cada doblete de quarks arriba y abajo constituye una generación de quarks.
Los quarks tienen los siguientes números cuánticos sabor —
- Isospín que tiene un valor Iz = ½ para los quark up y un valor de Iz = −½ para los quark down.
- Extrañeza (S): un número cuántico introducido por Murray Gell-Mann. El antiquark extraño se define para tener extrañeza +1 para el quark encantado. Este es un quark tipo abajo.
- Encanto (C) es el número que es +1 para el quark encantado. Este es un quark tipo arriba.
- El número cuántico bottom (también llamado bonito), B': que es +1 para un antiquark fondo tipo abajo.
- El número cuántico top (también llamado verdadero) T: +1 para los quarks cima tipo arriba.

Estos son números cuánticos útiles desde que ellos son considerados por las fuerzas electromagnéticas y fuertes. Fuera de estos se puede construir números cuánticos derivados
- Hipercarga: Y = B+S+C+B'+T
- Carga eléctrica: Q = Iz+Y/2.

Un quark de un sabor dado es un estado propio de la parte de una interacción débil de un hamiltoniano: que interectuará de una manera definitiva con los bosones W+, W− y Z. Por otro lado, un fermión de una masa determinada (un estado propio de la cinética y parte de un hamiltoniano de la interacción fuerte) es normalmente una superposición de varios sabores. Como resultado, el sabor que contiene un estado cuántico puede cambiar como éste se propague libremente. La transformación del sabor a una masa basada en quarks es dado por la así llamada matriz Cabibbo-Kobayashi-Maskawa (matriz CKM). Por definición entonces, la matriz define la fuerza de un cambio de sabor bajo la interacción débil de quarks. La matriz CKM permite la violación CP si hay al menos tres generaciones.

### Antipartículas y hadrones
Los números cuánticos de sabor son aditivos. Entonces las antipartículas tienen un sabor igual en magnitud a las partículas pero con signo opuesto. Los hadrones obtienen su número cuántico de sabor de su quark de valencia: esta es la base de la clasificación en el modelo quark. La relación entre la hipercarga, carga eléctrica y otros números cuánticos de sabor se mantiene de los hadrones como también en los quarks.

## Cromodinámica Cuántica
(La simetría del sabor está relacionada estrechamente con la simetría quiral. Esta parte del artículo es mejor acompañarla con la lectura del artículo quiralidad).
La cromodinámica cuántica (QCD) contiene seis sabores de quarks. Sin embargo, difieren sus masas. Como resultado de ello, no son estrictamente intercambiables con otros. Dos de los sabores, llamados up y down, son cercanos al tener masas iguales y la teoría de estos dos quarks posee una simetría SU(2) aproximada. Bajo algunas circunstancias uno puede tomar Nf sabores para tener las mismas masas y obtener una simetría del sabor SU(Nf) efectiva.
Bajo algunas circunstancias, la masa de los quarks puede ser totalmente descuidada. En ese caso, cada sabor de quark posee una simetría quiral. Uno puede entonces hacer transformaciones de sabor independientemente de las partes derechas o zurdas de cada campo de quarks. El grupo de sabor es entonces un grupo quiral {\displaystyle SU_{L}(N_{f})\times SU_{R}(N_{f})}.
Si todos los quarks tienen la misma masa entonces esta simetría quiral se rompe a una simetría vector de un grupo diagonal de sabor que aplica a la misma transformación de ambas helicidades de los quarks. Una reducción de la simetría es llamada ruptura explícita de la simetría. La cantidad de ruptura de la simetría explícita es controlada por la masa de los actuales quarks en la QCD.
SI los quarks no tienen masa, la simetría quiral del sabor puede ser rota espontáneamente si por alguna razón el vacío de la teoría contiene un condensado quiral (como se lo hace en pequeñas energías en QCD). Esto da lugar a una masa efectiva de los quarks, usualmente identificado con el quark de valencia de masa en QCD.

### Simetrías de la QCD
Análisis de experimentos indican que las masas reales de los quarks de los sabores ligeros son mucho más pequeños que la escala QCD, ΛQCD, entonces la simetría quiral de sabor es una buena aproximación a la cromodinámica cuántica para los quarks arriba, abajo y extraño. El éxito de una teoría de perturbación quiral y de los modelos quirales descansa en ese hecho. Las masas de los quarks de valencia extraídas del modelo quark son mucho más grandes que las masas de quarks reales. Esto indica que la QCD tiene ruptura simétrica quiral espontánea con la formación de condensados quirales. Otras fases de la QCD pueden romper la simetría quiral del sabor en otros caminos.

## Leyes de Conservación
Los números cuánticos de sabor que se conservan absolutamente son:
- la carga eléctrica Q
- la diferencia entre el número bariónico y el número leptónico: B-L

Todos los otros números cuánticos de sabor son violados por la interacción electrodébil. El número bariónico y el número leptónico se los viola por separado en la interacción débil a través de la anomalía quiral. Las interacciones fuertes conservan todos los sabores.